# Poecilopsis mirabilis
Poecilopsis mirabilis là một loài bướm đêm trong họ Geometridae.